# 유명한 암호문 목록
다음은 잘 알려진 암호문의 목록이다.

## 풀린 암호문
- 치머만 전보
- ‘The Magic Words are Squeamish Ossifrage’ — RSA의 개발자들이 1977년에 RSA를 사용하여 만든 암호문.
- 《황금 벌레》의 암호문
- 스미시 암호 — 2006년 《다빈치 코드》 관련 소송의 판결문에 담긴 암호.

## 풀리지 않은 암호문
- 빌 암호 (세 개 중 하나만 풀림)
- 보이니치 문서
- 도라벨라 암호
- 크립토스 (네 부분 중 세 개가 풀림)
- 별자리 살인자의 암호 (일부 풀림)
- 디아가페예프 암호

## 같이 보기
- 미해독 문자